# Falcsik Mari
Falcsik Mari (Budapest, 1956. március 10. –) magyar költő, könyvszerkesztő, műfordító.

## Életpályája
Budán nőtt föl. Tanulmányait az ELTE Bölcsészkarán végezte, 1980-ban diplomázott, majd szokatlanul korai időponttól, 1982-től szabadúszó lett és tudatos kívülálló, egészen a '90-es rendszerváltásig. Szellemi szabadfoglalkozásúként irodalom- és kultúrtörténeti kurzusokat szervezett és vezetett, amelyek keretében egyedi szellemi műhelyt alakított ki az érdeklődő fiatalok számára. 
A rendszerváltás óta a könyvszakmában dolgozik, több neves magyar kiadó könyveiben olvasható a neve szerkesztőként (Athenaeum, Európa, Helikon, Műszaki stb.). 2005-től 2010-ig fő szerkesztői területe a hetilap égisze alatt azóta kiadóvá nőtt HVG Könyvek volt.
Verseit, írásait a jelentősebb irodalmi lapok és portálok – Élet és Irodalom, Vigilia, Jelenkor, Holmi, Alföld, Látó, Bárka, Kritika, Parnasszus, Prae, Litera, Ex Symposion, Nyitott Mondat, Tempevölgy, Pannon Tükör, A Vörös Postakocsi stb. – publikálják.
Költői pályája az ezredfordulón indult. Első kötete 2004-ben jelent meg a Magvető Könyvkiadónál, Sanzon nehéz időkben címmel. Második kötetét 2006 tavaszán jelentette meg a Magvető, Változatok a szabadságra címmel. Harmadik kötete, A sorsvadász, 2010-ben jelent meg a Jelenkor Kiadónál. Negyedik kötete, 48 nőt versben megszólaltató, illetve fiktív életrajzzal is ellátott és Lantos László Triceps kollázsaival illusztrált Nőket néző képek 2013 októberében jelent meg a Scolar Kiadónál.
Ötödik kötete, az alcímében a formáját megnevező Valami üvegen át – Esedékversek 2017-ben jelent meg száz számozott, dedikált példányban, a MERSZ Könyvek exkluzív sorozatában. Hatodik, az eddigieknél terjedelmesebb, a 2010-es kötet óta mintegy tíz év alanyi líráját közzétevő kötetét Az igazi idő címmel ismét a Jelenkor Kiadó jelentette meg, a 2019-es Költészet Napjára. 2022-ben a MERSZ Könyvek sorozatban megjelent az édesanyja haláláról írott Anyakönyv című hetedik kötete, Háy Ágnes grafikáival. A 2023-as Költészet Napjára a Jelenkor megjelentette Azt hittem című, nyolcadik kötetét. A 2024-es őszi Könyvfesztiválra jelentette meg a Helikon Kiadó My Rocks címmel a költő első prózakötetét, amely alcíméhez hűen 21 angolszász rockdalhoz társított 21 történetet tartalmaz.
Maga fordítja – írja át – angolra verseit, ezekből már egy kötetnyi állt össze. Korábban olasz, holland és angol nyelvű fordítások születtek költeményeiből. Különböző gyűjtemények, antológiák is válogatnak lírájából és nem gyakori műfordításaiból (például Magyarok Párizsban, Lecsukott szemeden át látom, Szép versek, Az év műfordításai stb.). Kötetei anyagából készült Ráckevei Anna versestje, a "Nő az időben", Kováts Kriszta rendezésében és zenei közreműködésével, a költőnő és a színművésznők szerkesztésében.
Sok verséhez született zene (Gallai Péter, Cabaret Medrano, Weber Kristóf stb.). Gyakorta együttműködik képzőművészekkel is: műalkotásokhoz ír verseket, és képek is születtek verseihez.
Maga is mondja verseit, ún. költői műhelybeszélgetések keretén belül, illetve 2010-ig, művésztársa tragikusan korai haláláig a Láposi Farkas gitárművésszel közösen megalkotott önálló performanszokon (például 2007, Pécs, POSzT-Off: "Performansz versre és gitárra" I-IV., 2008-2010, Nyitott Műhely: „A sorsvadász” 2010, stb.). A Nőket néző képekből az Opál Színház tagjainak részvételével Lantos László Triceps rendezett előadást, amelyben a költőnő mondja és énekli verseit.
2018-ban elnyerte a Salvatore Quasimodo Költőverseny fődíját. 2021-ben ő képviselte Brüsszelben és Luxemburgban a kortárs magyar lírát a EUNIC Brüsszel által rendezett Transpoésie versfesztiválon. 2023-ban a Szendrey Júlia gyászát megszólaltató Pacsírtajaj című versével megnyerte az első díjat az Alföld folyóirat Petőfi200 verspályázatán.
Műfordítóként elsősorban epikát – az őt valamilyen módon személyesen is megszólító regényeket – fordít, mint amilyen például David Baldacci Kívánj csodát című regénye; vagy a 2017-es irodalmi Nobel-díjas Kazuo Ishiguro Az eltemetett óriás című regénye, illetve Joseph O'Connor ír regényíró több díjat nyert, kitűnő regénye, az Árnyjáték, a Drakula írója, Bram Stoker és az általa igazgatott londoni Lyceum Theatre, benne a kor két elismert vezető színésze, Sir Henry Irving és Dame Ellen Terry életéről (Helikon Kiadó, 2020). Tényirodalmi fordítóként is hasonlóan a vonzásait követi, ilyen munkája Walter Isaacson: Leonardo da Vinci – A zseni közelről című legfrissebb, minden eddiginél tartalmasabb és terjedelmesebb monográfiájának fordítása (Helikon Kiadó, 2018). Az ő műfordításában jelent meg magyarul Ishiguro Klara és a Nap című újabb regénye (2020), illetve a már debütálásával is nagy sikert arató fiatal brit regényíró, Max Porter egészen különleges, költői elemekben gazdag második regénye, a Lanny (Jelenkor Kiadó), illetve Bob Dylan A modern dal filozófiája című könyve (Helikon Kiadó). Legutóbbi regény-műfordítása Percival Everett Pulitzer-díjas könyve, a James (Jelenkor Kiadó, megjelenés: 2025 őszén). 2023-ban a Radnóti Színház és  a rendező, Alföldi Róbert felkérésére fordította angolból Tena Štivičić 3tél című drámáját, a horvát eredetivel egybevető Lantos László Triceps közreműködésével. Folyóiratokban közli versfordításait, angol nyelvből bevallottan két költő, Emily Dickinson és Robert Frost verseinek magyar megfejtése érdekli, német nyelvből Rilke és Egon Schiele verseié. 

## Lírája a kortárs irodalomban
Falcsik Mari verseivel abba az irodalmi térbe írja bele magát, ahol egyedi hangú lírikusok – mint Máthé Andrea esztéta (M.A.) írja – "ha nem is nemzedékként, de öntörvényű individuális alkotókként egyéni, különálló műveket vagy művek sorozatát létrehozva – az ezredfordulóra megformálták arcukat".
Falcsik Mari verseinek hangja azonban "élesen különbözik a kortárs kötetek hangvételétől, de nyilvánvalóan visszafelé sem illeszthető be", éspedig azért, mert "verseinek feltűnése éppen az irodalomtörténeti besorolások és osztályozások megkérdőjelezhetőségét jelzik". (M.A.)
Abban pedig más későn induló alkotóktól üt el – ahogy erre Bodor Béla felhívja a figyelmet -, hogy nem régen írott s fiókba rakott versek kései közlésével, hanem a jelen folyamatos, aktuális alkotói termésével jelentkezik nyomtatásban.

## Témái
Falcsik Mari talán legkedveltebb lírai eljárása a "memento" megragadása, az élet jelentős vagy később jelentőssé gazdagodó pillanatainak elkapása. Fiatalabb költőnő-társa, Kiss Judit Ágnes (K.J.Á) szerint Falcsik Mari költészetében szinte "vezérelv a tucatnyi fényes pillanat megidézése".
Lírájának egyik kulcsfogalma a szabadság: "a megszólaló énnek a társadalmi, a személyes, a nyelvi szabadság mellett kitartó és az autonóm lét egyedül lehetséges útjába vetett hite szinte minden versében jelen van". Ez "a Petri-költészetből ismert szabadságfogalom, -érzés, -magatartásmód áthallását hozza elő: a külső szabadság hiányában a belső szabadság keresését, és megteremtésének lehetséges útját." Az autonóm létre törekvés a költő nemzedéki vonása: generációjának, a '70-es évek fiatalságának "ez volt, és máig hatóan ez a leglényegesebb létkérdése." (M.A.)
A magyar költők ma már ritkábban nyúlnak a hit témájához. Falcsik Mari ír istenes verseket. Az ő istene "személyes, nem vallási dogmákban, nem templomokban lakik, bár ha akar, ott is helyet talál". A költő a hite talajáról képes ránézni "a világban lévő iszonyatra". (K.J.Á.) Vannak természeti képekkel gazdagon ellátott gondolati versei, amelyekben nem a hitről ír, de a hit aspektusából szemléli a véges létet, az emberi sorsot.
Falcsik Mari szerelmi költészete "vallomásszerűen, hol patetikusan, hol profán szavakkal, de legtöbbször szemérmesen" szólal meg. (K.J.Á.) De lírájában olykor "még a szerelmes vers is – ami általában nehezen tűri a távolságtartást – átitatódik fanyar humorral átszőtt iróniával". (M.A.) Egyes verseiben (például "Feminin") a nőiség mai nehéz szerepének megfogalmazását üdvözli a kritika, elsősorban a női tollból származó elemzések.
A 2013-ban megjelent Nőket néző képek új fejezetet nyit ebben az alanyi lírai világban: a kötetben a költőnő 48 kitalált nőt mutat be, mindjüket egy-egy verssel és fiktív életrajzzal. A portrék harmadik eleme az e két szövegre reflektáló kép; a 48 kollázs Lantos László Triceps alkotása. Kálmán C. György kritikájában találóan állapítja meg, hogy a költőnő által különböző nációkba, korokba és társadalmi rétegekbe helyezett fiktív hősnők talán le sem írhatták volna a maguk helyzetében ezeket a verseket, amelyekben ennyire erősen szólaltatják meg saját élethelyzetüket. Mint a kritikus írja, "gyakran az a benyomásunk, hogy inkább valakinek a fejében járhattak, valaki töprengett kicsit rajtuk, dédelgette őket; inkább egy lehetséges belső beszéd rekonstruált nyomai." A női sorsokat és az azokból felhangzó dalokat azonban nem a játékosság igényével írta meg a kötőnő. Mint Galamb Zoltán értő kritikája mondja: "Az elszemélytelenítés és a világ több vidékét idéző, különféle életkorú és műveltségű szerzők elképzelt stílusának briliáns megalkotása sokkal több puszta játszadozásnál. Fájdalmas, kemény sorsok bontakoznak ki előttünk, a versek témája fokozatosan egyre szabadabban bánik az erotikával, a nemiséggel ... a szövegek, különösen háromtagú egységükben nézve és mind együtt tekintve valami elemi igazsággal vagy igazságtalansággal szembesítik az érzékenyebb olvasót."
2019-es új kötetében, Az igazi idő címűben az érzelmi és gondolati állapot megragadása sokféle műfaji variációban, változatos poétikai eszközökkel megírt versekben ölt formát. A skála a nagyon személyes hangvételű daloktól a magán- és közösségi múltat faggató epikus jellegű darabokon át a gondolati költészetig ível. A költő olykor közvetlenül a saját napi életéből meríti tárgyát, máskor objektív távolságtartásra törekvő szellemi gesztussal számol be arról, amit emberi léte szubjektív, azaz „igazi idejében” megtapasztal. Mint maga a költő mondja: „Össze kell gyűjteni minden reményre okot adó jelet, ami szinte megfoghatatlan formában jelen van az életben. Ehhez furcsamód leginkább a megtapasztalt törékenységről, veszteségről, kiszolgáltatottságról szóló verseken keresztül vezet az út.” A kötetről a Magyar Narancsban megjelent rövid kritikájában Svébis Bence kiemeli: „Merész kötet a szerző hatodik verseskönyve, mert nincs benne a manapság oly’ divatos újítási kényszer, nem akar megugrani semmit, hiszen önmagában képviseli a nívót.”

## Stílusa
Kritikusai egyként kiemelik – ki bíráló éllel, ki méltató hangsúllyal -, hogy Falcsik Mari verseinek alapvető sajátja, Dérczy Péter szóhasználatával, a "dalolás". Versei vagy kötött formájú rímes, általában magyaros verselésű vagy jambikus dalok, vagy rímtelen, de erős zeneiségű, ritmusos szabad versek.
Falcsik Mari költészetében a magyar líra hagyományos értékei mentődnek át korunk jelenségeinek kifejezésére: "a pátosz és az irónia patikamérlegen kimért arányai"-val egyensúlyoz verseiben, "a nyugatos hagyományokból táplálkozó költői nyelv"-et keverve "a legprofánabb kifejezésekkel". (K.J.Á.) Mesterházi Mónika szerint is ez a "tömör, tűnődő, kissé frivol, máskor meg erőteljes és szenvedélyes hang" a sajátja leginkább. Verseiben sok a "pasztell árnyalat", a "mívesen megfogalmazott és tervszerűen felépített versmondat".(K.J.Á.) Feltehetően a versszöveg erejében bízva, gyakran ad verseinek semmitmondó, már-már közhelyes címeket (Emlék, Levél, Szerelmem, Isten – K.J.Á. kiemelései). Írásmódját jellemzik "a finom, indirekt utalások, amelyek felerősítik a sorok közti olvasás kihívását" (M.A.). Egész költészetének jellegzetes formai motívuma a központozás hiánya, ami "nemegyszer izgalmas játéklehetőségeket ad, változatokat az értelmezésre." (K.J.Á.)
Falcsik Mari legsajátabb stílusjegye maga az a hang, amelyet verseiben beszél: a köznapi beszédhang megszólaltatása a költői nyelvi közegben. Így "a szöveg befogadója méltán érezheti magát azonos nyelvi síkon lévőnek" a költővel. Ez az olvasót a költővel egyenrangúsító megszólalás "a hangnem egyszerűségében, tisztaságában és főleg közvetlenségében nyilvánul meg. … ha Falcsik Mari versei fölismerhetők, az ennek köszönhető." (D. P.)
Horváth Éva a költő hatodik kötete kapcsán így fogalmazza meg Falcsik Mari költészetének eddig bejárt stilisztikai ívét:  "Az igazi idő olyan könyv, amely a maga könyvidejében a barokktól a kortárs irodalomig „történik” ... regisztereiben az archaikus („dicsfény darája”) és a neológ szókapcsolatok („airbnb lakás”) is megjelennek, akár keverten is, vagy épp az emelkedett hangnemet egy eszköztelenebb, alulstilizált hang követi. Mindezek integrációjával a kötet sajátos mintázatot mutat, hol a legteljesebb alanyi líra, hol a metafizikus költészet, kisebb számban pedig egy objektív, minimalista szemlélet keretében, ahol legfőbb poétikai szervező erővé a különböző nézőpontok paradigmái válnak."

## Kötetei
- Sanzon nehéz időkben. Versek; Magvető, Budapest, 2004
- Változatok a szabadságra. Versek; Magvető, Budapest, 2006
- A sorsvadász. Versek; Jelenkor, Pécs, 2010
- Nőket néző képek. 48 fiktív költőnő hangja és élete, Triceps kollázsaival; Scolar, Budapest, 2013
- Valami üvegen át. Esedékversek; Mersz Könyvek, Budapest, 2017
- Az igazi idő. Versek; Jelenkor, Budapest, 2019
- Anyakönyv. Versek, Háy Ágnes grafikáival; Mersz Könyvek, Budapest, 2022
- Azt hittem. Versek. Jelenkor, Budapest, 2023
- My Rocks - 21 történet, 21 angolszász rockdal. Elbeszélések; Helikon, Budapest, 2024

## Díjai
- Salvatore Quasimodo Költőverseny fődíja, 2018
- Térey János-ösztöndíj (2020-24)
- Az Alföld folyóirat Petőfi200 verspályázatának első díjasa, 2023

## Interjúk Falcsik Marival
- Csokonai Attila interjúja, Könyv7, 2004. március
- Karácsony Ágnes interjúja, "Lepedőnyi hely", 168óra, 2005. szeptember
- Szepesi Dóra interjúja. Bárka, 2007/1
- Láng Judit: interjúja, "Van, aki az öt gyerekét, én a verseimet szolgálom". Népszava, 2010. március 13. Archiválva 2014. január 8-i dátummal a Wayback Machine-ben
- Kalmár András interjúja, "Vérnyomot keresni", KultúrPart, 2010. május 24.
- "Az irónia a vigasz", villáminterjú a Nőket néző képek bemutatóján, Kultúra.hu, 2013. november 3.
- Veréb Zsuzsa interjúja, "Egy lépéssel a valóság előtt", 2013. november 4. Archiválva 2014. január 8-i dátummal a Wayback Machine-ben
- Hevesi Judit interjúja, Irodalmi Jelen, 2014. január 10.
- László Noémi interjúja, Helikon (Románia), 2018. február Archiválva 2018. szeptember 9-i dátummal a Wayback Machine-ben
- Szepesi Dóra interjúja a Nőket néző képekről a Tiszatájban
- Rácz I. Péter interjúja Az igazi időről a Népszava Nyitott mondatában
- Szepesi Dóra interjúja Az igazi időről az Új Könyvpiacban
- Nagy Gabriella és Modor Bálint interjúja "A hónap költőjé"-vel a Literán
- Németh Luca interjúja a My Rocksról a Népszava Nyitott mondatában

## Életrajzi források, recenziók, kritikák a költő versköteteiről
- 220VOLT – a költő többedmagával írt életrajzi sorozata a prae.hu-n
- A költőről a Magvető Könyvkiadó honlapján
- A költőről a Jelenkor Kiadó honlapján
- A költőről a Holmi lexikonjában
- Életrajza a Prae.hu-n[halott link]
- Életrajza a Spanyolnátha művészeti folyóiratban Archiválva 2011. szeptember 8-i dátummal a Wayback Machine-ben
- Adatlapja a Szépírók Társaságának honlapján
- A Sanzon nehéz időkben ismertetése a Magvető Kiadó honlapján
- A Változatok a szabadságra ismertetése a Magvető Kiadó honlapján
- A sorsvadász ismertetése a jelenkor Kiadó honlapján
- A Nőket néző képek ismertetése a Scolar Kiadó honlapján
- Az igazi idő ismertetése a Jelenkor Kiadó honlapján
- Galamb Zoltán kritikája a Nőket néző képek kötetről
- Kálmán C. György kritikája a Nőket néző képek kötetről
- Konkoly Dániel recenziója Az igazi időről az Élet és Irodalomban
- Svébis Bence recenziója Az igazi időről a Magyar Narancsban
- Horváth Eve elemzése Az igazi időről a Műútban
- Cs. O. kritikája Az igazi időről a Népszava Nyitott mondatában
- Artzt Tímea recenziója Az igazi időről a Kortársban
- Halmai Tamás elemzése az Anyakönyvről a Napúton
- Simon Adri recenziója az Anyakönyvről a Népszava Nyitott mondatában
- Szöllősi Mátyás kritikája az Azt hittemről az Alföldben
- Nagy M. Anna kritikája az Azt hittemről a Literán
- László Zsuzsa kritikája az Azt hittemről a Literán